# 영동 대각사
대각사(大覺寺)는 대한민국 충청북도 영동군 황간면에 있는 건축물이다. 1996년 4월 15일 영동군의 향토유적 제7호로 지정되었다.

## 개요
광무 2년(1898년)부터 땅굴 속에서 석불을 받들어 모시고 있었다고 전하며, 그 석불은 지금도 대웅전내 새로 만든 불상 옆에 봉안되어 있다. 경내에 신도들의 부도가 있고, 대웅전 1동과 요사채 1동이 있으며, 목조 기와집 건물이다. 1988년 5월 28일 전통사찰 34호로 등록되어 오늘에 이르고 있다.